# 14 Dywizja Landwehry
14 Dywizja Obrony Krajowej (niem. 14. Landwehr-Division) – niemiecka rezerwowa dywizja piechoty z okresu II wojny światowej

## Historia
Dywizja Landwehry została sformowana zgodnie z rozkazem z 26 sierpnia 1939 roku we Fryburgu Bryzgowijskim.
We wrześniu weszła w skład 7 Armii Grupy Armii „C”. Stacjonowała w Górnej Nadrenii, zajmując stanowiska obronne wzdłuż granicy z Francją.
W styczniu 1940 roku została przeformowana w 205 Dywizję Piechoty.

## Dowódca
- gen. mjr/gen. por. Ernst Richter (1939 – 1940)

## Skład
- 33 pułk piechoty Landwehry (Landwehr-Infanterie-Regiment 33)
- 40 pułk piechoty Landwehry (Landwehr-Infanterie-Regiment 40)
- 59 pułk piechoty Landwehry (Landwehr-Infanterie-Regiment 59)
- 182 pułk piechoty Landwehry (Landwehr-Infanterie-Regiment 182)
- 14 dywizjon artylerii Landwehry (Landwehr-Artillerie-Abteilung 14)
- 14 batalion łączności Landwehry (Landwehr-Nachrichten-Abteilung 14)